# Albert Sidney Johnston

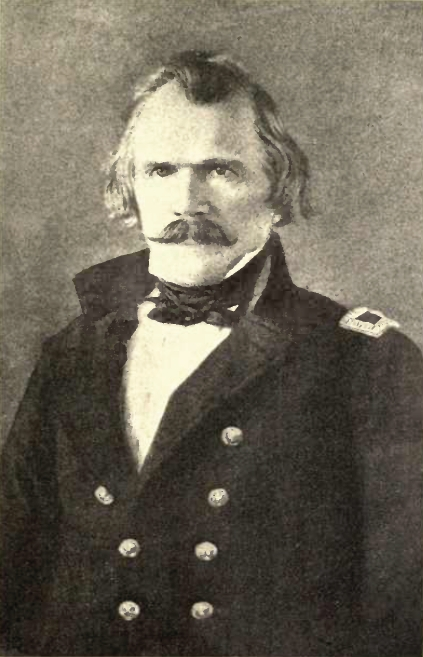
Johnston w mundurze armii USA

Albert Sidney Johnston (ur. 2 lutego 1803 w Washington w stanie Kentucky, zm. 6 kwietnia 1862) – generał armii Skonfederowanych Stanów Ameryki. Uznawany przez prezydenta CSA Jeffersona Davisa za najlepszego z generałów Południa. Zginął w wyniku odniesionych ran w trakcie bitwy pod Shiloh.

## Wczesne życie
Syn Johna i Abigail Harris Johnston. Mimo iż urodził się w stanie Kentucky, większość swojego życia spędził w stanie Teksas. Absolwent Transylvania University w Lexington. W późniejszym okresie wstąpił do Wojskowej Akademii West Point, którą ukończył z ósmym wynikiem w swojej klasie. Otrzymał stopień chorążego i pełnił służbę w Nowym Jorku i na terenie stanu Missouri. Brał udział w wojnie Czarnego Jastrzębia jako szef sztabu generała Henry Atkinsona. W 1829 roku poślubił Henriettę Preston, a pięć lat później zrezygnował z pełnionych funkcji wojskowych ze względu na śmiertelną chorobę małżonki.

## Armia Teksasu
W roku 1836 zaciągnął się do Armii Teksasu (w stopniu szeregowca) i brał udział w wojnie wyzwoleńczej. Zaledwie miesiąc po swoim wstąpieniu do tejże armii został adiutantem w stopniu majora, a 31 stycznia 1837 został promowany do stopnia generała brygady. 7 lutego 1837 roku wziął udział w pojedynku o przywództwo nad całą Armią Teksasu - jego przeciwnikiem był generał Felix Huston. Odmówił oddania strzału (został ranny). Drugi prezydent Republiki Teksasu Mirabeau Buonaparte Lamar mianował go Sekretarzem Wojny 22 grudnia 1838 roku. Johnston odpowiadał za przygotowanie do obrony granic Teksasu przed inwazją ze strony Meksyku. W 1839 roku prowadził kampanię przeciw Indianom w północnym Teksasie. W roku 1840 zrezygnował z pełnionych funkcji i wrócił do Kentucky, gdzie w roku 1843 poślubił Elizę Griffin. Razem osiedlili się na terenie Brazoria County w Teksasie.

## Powrót do Armii
Jego powrót do armii przypada na okres wojny meksykańskiej, kiedy to otrzymał stopień pułkownika 1 ochotniczego regimentu piechoty pod komendą generała Zacharego Taylora. Został Głównym Inspektorem Sił Ochotniczych i wziął udział w bitwie pod Monterrey i Bueną Vistą. Po wojnie został powołany (w stopniu majora) na stanowisko skarbnika i służbę tę pełnił ponad pięć lat. W roku 1855 został mianowany pułkownikiem i objął dowodzenie nad 2 regimentem kawalerii Stanów Zjednoczonych. Brał udział w wojnie w Utah i za służbę podczas niej uzyskał awans na stopień generała brygady.

## Wojna secesyjna
W dniu wybuchu wojny secesyjnej Johnston pełnił funkcję kierownika armijnego departamentu Pacyfiku (służbę tę rozpoczął w końcu roku 1860). Pomimo prób przeciągnięcia go na stronę Unii pozostał neutralny do momentu, gdy Teksas przyłączył się do Konfederacji. Wówczas złożył swój urząd i udał się do Richmond, gdzie został mianowany generałem Konfederacji przez prezydenta, którym był jego przyjaciel Jefferson Davis. 30 maja 1861 roku został drugim pod względem znaczenia dowódcą Armii Konfederacji jako dowódca Departamentu Zachodniego. Utworzył Armię Missisipi w celu obrony linii rozciągającej się od rzeki Missisipi przez Kentucky do gór Allegheny.
Krytyka Sidneya Johnstona przybrała na sile po utracie Tennessee. Opinia publiczna oskarżały go o niekompetencję, pijaństwo, a nawet zdradę. Kongresmani z Tennessee pisali do Jeffersona Davisa petycje, aby usunąć go z dowodzenia. Prezydent Skonfederowanych Stanów Ameryki. odpowiedział „Jeżeli Sidney Johnston nie jest generałem, to możemy od razu się poddać, bo nie mamy generała”. Johnston odmówił odpowiadania na krytykę.

Testem zasług w moim zawodzie... jest sukces. To twarda zasada, ale myślę, że właściwa... Czego pragną ludzie, to bitwy i zwycięstwa.

Wziął udział w krwawej bitwie pod Shiloh, będącej w owym czasie pierwszym tak brutalnym starciem obu sił w tej wojnie. Bitwa zaczęła się 6 kwietnia 1862 roku, gdy generał Johnston (pomimo opóźnień spowodowanych przez niesprzyjającą pogodę) zaatakował niespodziewające się niczego siły Unii. Jako głównodowodzący, sam brał udział w szturmach, co stało się powodem jego zguby. Podczas zwycięskiego pierwszego dnia bitwy został ranny w kolano. Zmarł krótko po tym w wyniku silnego krwawienia. Najprawdopodobniej śmiertelny strzał został oddany nie przez wroga, lecz przez któregoś z żołnierzy Konfederacji. Jeśli ta teoria byłaby zgodna z rzeczywistością, Johnston były drugim, obok Thomasa „Stonewalla” Jacksona, wybitnym konfederackim generałem, który poległ od kuli wystrzelonej przez własnego podkomendnego. Generał Johnston był najwyższym oficerem, jaki zginął po obu stronach podczas wojny secesyjnej, a jego śmierć odbiła się znacząco na morale wojsk Konfederacji.